# 田中柠檬
楓可憐（1999年8月25日—），日本AV女優。所屬事務所為8MAN。

## 生平
2018年9月，楓可憐出道成為寫真偶像。出道作為同月25日開售的寫真DVD《楓可憐物語》（楓カレン物語）。12月，她以IdeaPocket創立20周年紀念女優的身份AV出道。她表示寫真偶像跟自己理想的工作還有一段距離，故選擇加入AV行業。AV出道作則為《FIRST IMPRESSION 130》（FIRST IMPRESSION 130 純美 ―美しすぎるピュア美少女誕生― 楓カレン）。
2019年2月22日，楓的寫真DVD《Fetish》對外发表。她的寫真集《Rabupara》（らぶぱら）在4月26日公開。她於8月30日发表首部成人VR作品《「請當作配菜吧」完全獨佔1對1 史上最強虛擬自慰Support》（「おかずになってア・ゲ・ル 」 完全独占1対1 史上最高のヴァーチャルオナニーサポート ハイクオリティー 美映像！！ 楓カレン），這部作品以各種方式輔助觀眾自慰為重點。9月19日，她推出了印象影片《Karen Midsummer breeze》。
同年10月，她跟日向真凜一起成為藍光推進委員會的活動女郎。同月13日，她的AV《射精過的敏感肉棒，今日停不下舔到爽 楓可憐》（射精ホヤホヤの敏感チ○ポ、今日はヤメずにシャブってやるからな）開售，她於當中以身穿各種服裝的姿態飾演痴女。11月8日，她成為電視節目《祕密不出門~只有這裡可以聽到的（祕）料亭》的主宾。25日，她推出了寫真集《karen》。
楓的寫真影片《Lover's Day》在2020年1月17日開售。5月13日，她推出AV《被女友妹妹犯規級美腳露內褲誘惑釣上的我 楓可憐》（彼女の妹のチート級美脚パンチラ誘惑にまんまと釣られたボク 楓カレン），於當中飾演以露內褲不斷誘惑男主角的女友妹妹。6月4日，她公開了寫真影片《Karen2 breath of island》。她跟初川南和坂道美琉一起共演的AV《Beauty Venus VII》於7月13日正式推出，她們三人在當中皆飾演痴女角色。
同年9月27日，她的寫真集《maple syrup》公開。10月13日，她推出了AV《被變態討厭上司多次屈辱強●至高潮 兼做了精液標記》（死ぬほど気持ち悪い上司のデカチンに何度もイカされる屈辱レ×プ 変態上司にザーメンマーキングされた楓カレン），於當中飾演因發現上司性癖而強制跟之發生性行為的職員。她在同月17日播映的電視綜藝節目《神之舌》上登場。她於12月13日发布AV《禁欲之後，流汗絶頂汁滿溢交合的3日間 楓可憐》（禁欲の果て、汗と絶頂汁まみれで交わりまくった3日間　楓カレン）。
她在2021年4月發表的《朝日藝能》「2021年現役最性感AV女優選舉」（2021現役AV女優SEXY総選挙）中奪得第9位。同月13日，她推出了AV《在对丈夫感到愧疚的同時不斷被義父強●至高潮》（旦那への罪悪感を覚えつつ今日も義父の濃密レ●プに繰り返し絶頂を… 楓カレン）。5月13日，她的AV總集編《楓可憐 華麗的SECOND BEST 8小時》（楓カレン 華麗なるSECOND BEST 8時間 色気漂うイイ女へ…）和AV《被新人女社員挑逗搞痴女玩法迎來最棒的射精》（新人女子社員に焦らされ痴女られて迎える最高に深い射精 逆夜●いNTR）正式公開。她在後者飾演不斷誘惑部長的新人女子社員。
2022年3月28日，她在Twitter和Instagram上宣布退出AV女優事業。
2023年6月27日，她又在Twitter及Instagram當中發佈一張照片，一頭短髮的新形象及穿上一件寫著完全復活的黑色T-shirt，暗示著自己將會重回AV女優身份。2023年8月24日再次發片，正式以田中檸檬為名再出道。
2024年4月发行的《朝日艺能》杂志公布了"2024现役AV女优性感总选举"排名，荣获综合榜第3名。其中在东京地区排名第3，大阪地区排名第2，与复出前的成绩相比票数大幅增长，成功跻身前三强。

## 人物
她擅長做料理（特別擅長做日式馬鈴薯燉肉），喜歡看動畫。她在安利美特找到了一些BL作品之後便迷上之。初次性交是高中畢業後的事，對象為跟自己一起在便利店工作的前輩。
她憧憬的AV女優是橋本有菜。她亦被人稱為「女版吉村卓」。

## 作品

### 成人影片
| 年   | 月日     | 標題                       | 番號     | 片商       |
| ---- | -------- | -------------------------- | -------- | ---------- |
| 2018 | 12月13日 |                            | IPX-235  | IdeaPocket |
| 2019 | 1月13日  |                            | IPX-248  | IdeaPocket |
| 2019 | 2月13日  |                            | IPX-264  | IdeaPocket |
| 2019 | 3月13日  |                            | IPX-278  | IdeaPocket |
| 2019 | 4月13日  |                            | IPX-291  | IdeaPocket |
| 2019 | 5月13日  |                            | IPX-305  | IdeaPocket |
| 2019 | 6月13日  |                            | IPX-320  | IdeaPocket |
| 2019 | 7月13日  |                            | IPX-334  | IdeaPocket |
| 2019 | 8月13日  |                            | IPX-352  | IdeaPocket |
| 2019 | 9月13日  |                            | IPX-365  | IdeaPocket |
| 2019 | 10月13日 | [ 12 ]                     | IPX-383  | IdeaPocket |
| 2019 | 11月13日 |                            | IPX-398  | IdeaPocket |
| 2019 | 12月13日 |                            | IPX-414  | IdeaPocket |
| 2020 | 1月13日  |                            | IPX-427  | IdeaPocket |
| 2020 | 2月13日  |                            | IDBD-815 | IdeaPocket |
| 2020 | 3月13日  |                            | IPX-451  | IdeaPocket |
| 2020 | 4月13日  |                            | IPX-466  | IdeaPocket |
| 2020 | 5月13日  |                            | IPX-484  | IdeaPocket |
| 2020 | 7月13日  | （共演: 初川南、坂道美琉） | IPX-497  | IdeaPocket |
| 2020 | 8月13日  |                            | IPX-515  | IdeaPocket |
| 2020 | 9月13日  |                            | IPX-528  | IdeaPocket |
| 2020 | 10月13日 |                            | IPX-534  | IdeaPocket |
| 2020 | 11月13日 |                            | IPX-564  | IdeaPocket |
| 2020 | 12月13日 |                            | IPX-580  | IdeaPocket |
| 2021 | 1月13日  |                            | IPX-596  | IdeaPocket |
| 2021 | 2月13日  |                            | IPX-612  | IdeaPocket |
| 2021 | 3月13日  |                            | IPX-627  | IdeaPocket |
| 2021 | 4月13日  |                            | IPX-641  | IdeaPocket |
| 2021 | 5月13日  |                            | IPX-658  | IdeaPocket |
| 2021 | 5月13日  |                            | IDBD-841 | IdeaPocket |
| 2021 | 6月13日  |                            | IPX-673  | IdeaPocket |
| 2021 | 7月13日  |                            | IPX-689  | IdeaPocket |
| 2021 | 8月13日  |                            | IPX-706  | IdeaPocket |
| 2021 | 9月10日  |                            | IPX-724  | IdeaPocket |
| 2021 | 10月8日  |                            | IPX-742  | IdeaPocket |
| 2021 | 11月9日  |                            | IPX-758  | IdeaPocket |
| 2021 | 12月14日 |                            | IPX-776  | IdeaPocket |
| 2022 | 2月8日   |                            | IPX-811  | IdeaPocket |
| 2022 | 3月8日   |                            | IPX-831  | IdeaPocket |

### 成人VR
- （2019年8月30日，IdeaPocket VR）[43]
- （2019年10月17日，IdeaPocket VR）[44]
- （2019年12月3日，IdeaPocket VR）[45]
- （2020年1月1日，IdeaPocket VR）[46]
- （2020年7月30日，IdeaPocket VR）[47]
- （2020年8月27日，IdeaPocket VR）[48]
- （2021年8月19日，IdeaPocket VR）[49]

## 外部連結
- 田中柠檬的X（前Twitter）
- 田中柠檬的Instagram帳戶